# Orthomorpha beroni
Orthomorpha beroni är en mångfotingart som beskrevs av Sergei I. Golovatch 1997. Orthomorpha beroni ingår i släktet Orthomorpha och familjen orangeridubbelfotingar. Inga underarter finns listade i Catalogue of Life.